# Jan Amborski
Jan Darosław Amborski (ur. 24 listopada 1838 w Włostowicach, zm. 20 listopada 1905 we Lwowie) – polski dziennikarz, encyklopedysta, wydawca, społecznik i działacz tajnych organizacji popowstaniowych, profesor języka francuskiego na Uniwersytecie Lwowskim i tamtejszej Politechnice.

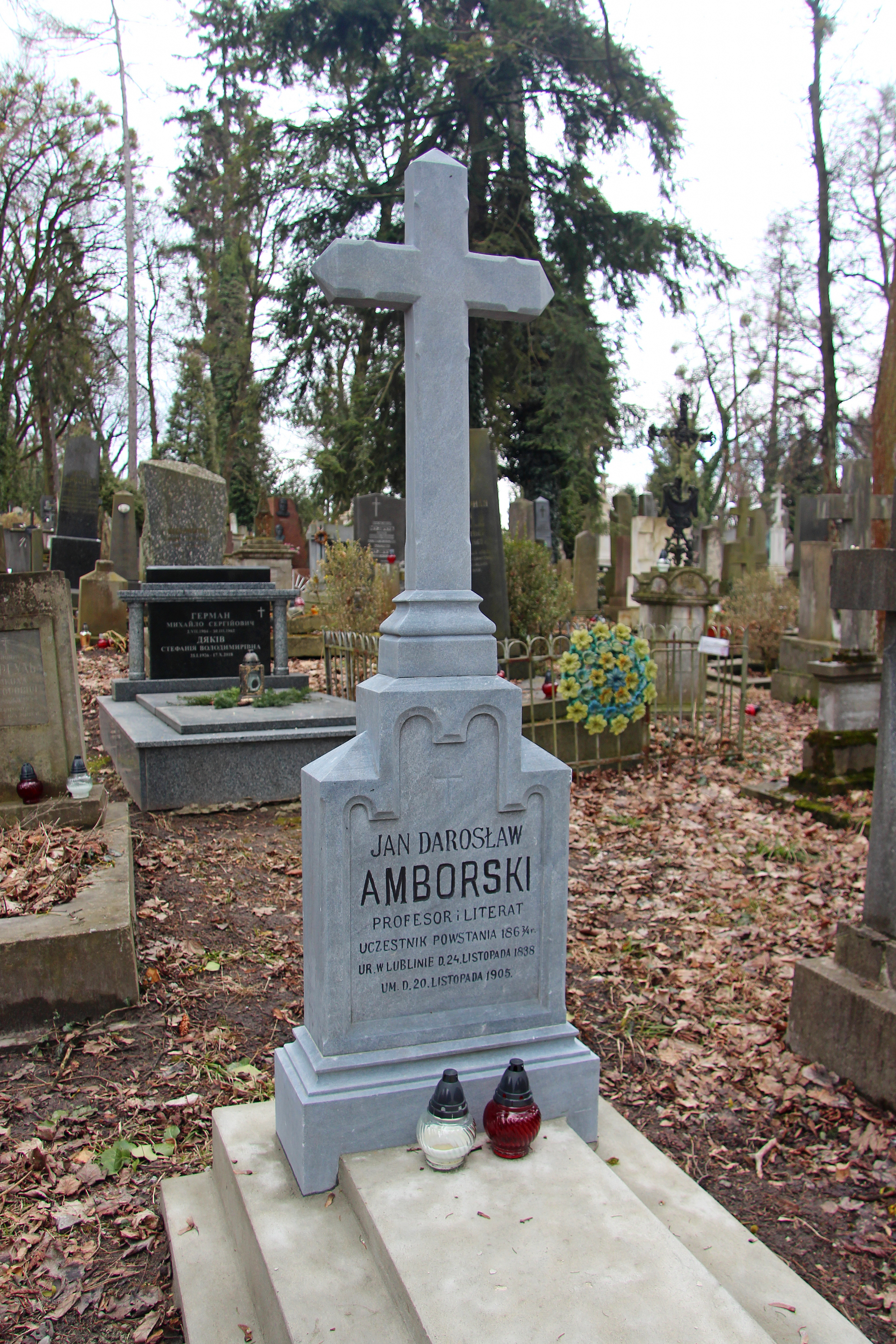
Nagrobek Jana Amborskiego

## Życiorys
Gimnazjum ukończył w Lublinie po czym podjął studia na uniwersytecie w Kijowie. Za działalność w polskich organizacjach niepodległościowych został relegowany przez władze carskie z uniwersytetu. W 1863 wziął udział w powstaniu styczniowym jako naczelnik wydziału prasy Rady Prowincjonalnej Galicji Zachodniej, a potem jako naczelnik policji narodowej w Krakowie. Podczas powstania redagował także wraz z Józefem Szujskim i Tadeuszem Żulińskim pismo Wolność. Po powstaniu na emigracji we Francji, gdzie działał w polskich stowarzyszeniach oraz jako dziennikarz. W Paryżu zaprzyjaźnił się z Arturem Grottgerem.
Po powrocie do kraju osiadł we Lwowie, z którym związał resztę życia. Ponad 30 lat uczył języka francuskiego na Politechnice i Uniwersytecie we Lwowie. Zaangażował się jako redaktor i wydawca, pisał do lwowskich dzienników, np. Ruchu Literackiego. Współpracował z warszawskim czasopismem Kłosy, do którego wysyłał artykuły i materiały.
Za pieniądze uzyskane z pożyczki kupił drukarnię we Lwowie. Dziesięć lat później drukarnia uzyskała możliwość reprezentacji (obok 6 innych drukarń) na lwowskiej Powszechnej Wystawie Krajowej w 1894. Drukarnia wydawała takie pisma jak Pastor Bonus, Przegląd Lwowski, Wiadomości Kościelne, Chata i Nowiny.
Amborski działał na rzecz upowszechnienia oświaty wśród ubogiej ludności poprzez popularyzowanie literatury polskiej. W 1881 był współzałożycielem (obok Aleksandra Hirschberga) Towarzystwa Oświaty Ludowej. Po powołaniu w 1882 przez Józefa Ignacego Kraszewskiego we Lwowie stowarzyszenia oświatowego Macierz Polska brał udział w pracach jej Rady Wykonawczej u boku m.in. Antoniego Małeckiego, Ludwika Kubali i Mikołaja Zyblikiewicza. Kraszewskiemu poświęcił książeczkę O sławnym pisarzu J.I. Kraszewskim, założycielu "Macierzy Polskiej".
Wydał kilka podręczników do nauki języka francuskiego, w tym Zbiorek prawideł wymawiania języka francuskiego, Gramatyka języka francuskiego na podstawie języka polskiego, Wypisy francuskie, oraz czterotomową Poezję Mieczysława Romanowskiego (Lwów 1883, nakład Gubrynowicza i Schmidta). W 1875 wydał we Lwowie biografię francuskiego poety Pierre'a-Jeana de Bérangera.
Część swojego bogatego księgozbioru (kilkaset dzieł i broszur związanych z polską emigracją) ofiarował Bibliotece Ossolińskiej.
Był encyklopedystą oraz edytorem Encyklopedii zbiór wiadomości z wszystkich gałęzi wiedzy – polskiej encyklopedii wydanej w latach 1898–1907 przez społeczną organizację edukacyjną Macierz Polska, która działała w Galicji w okresie zaboru austriackiego. Opisał w niej zagadnienia z zakresu literatury ludowej .